# Boris Kujundžić
Boris Kujundžić (...) è un giocatore di football americano serbo, che gioca nel ruolo di runningback per i Kikinda Mammoths.